# Овчара (Чепин)
Овчара (хорв. Ovčara) — колишній населений пункт у складі громади Чепин Осієцько-Баранської жупанії Хорватії. 

## Історія
За часів перебування у складі комуністичної Югославії і до територіальної реорганізації в Хорватії належала до тодішньої великої громади Осієк. На час перепису населення 2011 року село позбавлено статусу самостійного населеного пункту і об'єднано із селищем Чепин.

## Населення
| Кількість населення за роками | Кількість населення за роками | Кількість населення за роками | Кількість населення за роками | Кількість населення за роками | Кількість населення за роками | Кількість населення за роками | Кількість населення за роками | Кількість населення за роками | Кількість населення за роками | Кількість населення за роками | Кількість населення за роками | Кількість населення за роками | Кількість населення за роками | Кількість населення за роками |
| ----------------------------- | ----------------------------- | ----------------------------- | ----------------------------- | ----------------------------- | ----------------------------- | ----------------------------- | ----------------------------- | ----------------------------- | ----------------------------- | ----------------------------- | ----------------------------- | ----------------------------- | ----------------------------- | ----------------------------- |
| 1857                          | 1869                          | 1880                          | 1890                          | 1900                          | 1910                          | 1921                          | 1931                          | 1948                          | 1953                          | 1961                          | 1971                          | 1981                          | 1991                          | 2001                          |
| 0                             | 0                             | 0                             | 0                             | 0                             | 0                             | 0                             | 0                             | 0                             | 0                             | 0                             | 1281                          | 1490                          | 1146                          | 1066                          |

Примітка: Самостійний статус із 1991. Виникло шляхом виділення з населеного пункту Чепин. До 1961 року дані містяться в статті Чепин.
За переписом 1991 року більшість населення села становили хорвати (1007 осіб або 87,87%), на другому місці — серби (74 особи або 6,45%), третю за чисельністю національну групу складали т. зв. югослави — 24 (2,09%), крім них, у селі проживали угорці — 11 (0,95%), мусульмани — 3 (0,26%), німці — 2 (0,17%), словаки — 2 (0,17%), чорногорці — 1 (0,08%), словенці — 1 (0,08%).